# Marumba amboinicus
Marumba amboinicus là một loài bướm đêm thuộc họ Sphingidae. Loài này có ở Indonesia và Philippines.

## Phân loài
- Marumba amboinicus amboinicus (Indonesia (Ceram, Ambon, Sulawesi, the Philippines)
- Marumba amboinicus celebensis Rothschild & Jordan, 1903 (Sulawesi)
- Marumba amboinicus luzoni Clark, 1935 (the Philippines)
- Marumba amboinicus rothschildi Huwe, 1906 (Bacan)